# South Bimini Airport
South Bimini Airport (engelska: Bimini International Airport) är en flygplats i Bahamas.   Den ligger i distriktet Bimini District, i den västra delen av landet, 200 km väster om huvudstaden Nassau. South Bimini Airport ligger 3 meter över havet. Den ligger på ön Bimini Islands.
Terrängen runt South Bimini Airport är mycket platt. Trakten är glest befolkad. Närmaste större samhälle är Alice Town, 4,0 km nordväst om South Bimini Airport. 
Tropiskt monsunklimat råder i trakten. 